# Trichia (kędziorek)
Trichia Haller (kędziorek) – rodzaj organizmów zaliczanych do typu śluzowców.

## Systematyka i nazewnictwo
Pozycja w klasyfikacji według Index Fungorum: Trichiaceae, Trichiida, Incertae sedis, Myxogastrea, Mycetozoa, Amoebozoa, Protozoa.
Synonimy nazwy naukowej: Trichidium Raf., Trichulius Schmidel ex Cord. Nazwa polska na podstawie checklist.

## Gatunki występujące w Polsce
- Trichia affinis de Bary 1875 – kędziorek pokrewny
- Trichia alpina (R.E. Fr.) Meyl. 1921 – kędziorek alpejski
- Trichia botrytis (Pers. ex J.F. Gmel.) Pers. 1794 – kędziorek kruchy
- Trichia contorta (Ditmar) Rostaf. 1875 – kędziorek kręty
- Trichia decipiens (Pers.) T. Macbr. 1899 – kędziorek mylny
- Trichia erecta Rex 1890 – kędziorek wyprostowany
- Trichia favoginea (Batsch) Pers. 179 – kędziorek złocik
- Trichia lutescens (Lister) Lister 1897 – kędziorek drobny[5]
- Trichia munda (Lister) Meyl. 1929 – kędziorek żółtawy
- Trichia persimilis P. Karst. 1868 – kędziorek siedzący
- Trichia scabra Rostaf. 1875 – kędziorek szorstki
- Trichia subfusca Rex 1890 – kędziorek ciemny
- Trichia varia (Pers.) Pers. 1794 – kędziorek różnokształtny
- Trichia verrucosa Berk. 1859 – kędziorek kolczatek[5]

Wykaz gatunków (nazwy naukowe) na podstawie Index Fungorum. Wykaz gatunków i nazwy polskie według checklist.